# Unterseeboot type U 2
Le Unterseeboot type U 2 était une classe de sous-marins (Unterseeboot) construite en Allemagne pour la Kaiserliche Marine avant la Première Guerre mondiale.

## Conception
Ce type de U-Boot était manœuvré par 3 officiers et 19 membres d'équipage.
| Bateaux | Nbr | Chantier naval             | N° fabrique | Construction |
| ------- | --- | -------------------------- | ----------- | ------------ |
| U-2     | 1   | Kaiserliche Werft à Danzig | 1           | 1906 - 1908  |

## Liste des sous-marins type U 2
Un exemplaire unique de sous-marin de type U 2 a été construit.

- SM U-2

### Sources
- (en) Cet article est partiellement ou en totalité issu de l’article de Wikipédia en anglais intitulé « SM U-2 (Germany) » (voir la liste des auteurs).